# Mexicana de Autobuses
Mexicana de Autobuses S.A. de C.V. (MASA) es una empresa mexicana fabricante de autobuses, fundada en 1959. La empresa se estableció en el municipio de Tultitlán de Mariano Escobedo, Estado de México. Actualmente pertenece a la compañía sueca AB Volvo.

## Historia
La empresa Mexicana de Autobuses fue creada a través de la nacionalización de la empresa privada "Carrocerías Shepard Hermanos" Shepard Hermanos. Una vez creada, estableció en Tultitlán una planta productora en el año 1972, que alcanzó su mayor extensión en 1980.

### Planta de producción
La planta de producción contaba con las siguientes áreas;
| Área Techada | Áreas Deportivas         | Áreas sin Construir      | Área Total               |
| --- | ------------------------ | ------------------------ | ------------------------ |
| \| Oficinas \| 43,000 metros cuadrados \| \| Área Principal \| 8,000 metros cuadrados \| \| Total \| 51,000 metros cuadrados.[1] \| | 54,000 metros cuadrados  | 117,000 metros cuadrados | 222,000 metros cuadrados |
| Oficinas | 43,000 metros cuadrados  |                          |                          |
| Área Principal | 8,000 metros cuadrados   |                          |                          |
| Total | 51,000 metros cuadrados. |                          |                          |

#### Características de la Planta
La planta contaba con los siguientes equipamientos;
- Área de corte y maleado para autobuses integrales.[1]
- Sub ensamble de pequeños componentes.[1]
- Ensamble de arneses y sistema eléctrico.[1]
- Sub ensamble del panel eléctrico de control.[1]
- Ensamble de estructura (250 soldadores).[1]
- Sistema de pintura electro-forética (anticorrosivo).[1]
- Área de pintura general.[1]
- Líneas de ensamble de autobuses integrales (1 línea con 4 secciones con 32 estaciones en total).[1]
- Carrousel de instalación del tren motriz.[1]
- Área de corte y maleado de carrocerías.[1]
- Línea de ensamble de carrocerías (2 líneas con 29 estaciones en total).[1]
- Aplicación de calcomanías y pintura en rayas.[1]
- Subestación eléctrica con capacidad de 2,700 VA, a 220-440 V.[1]
- Aire comprimido con una capacidad de 3,250 pies cúbicos por minuto y 90 libras por pulgada cuadrada.[1]
- Abastecimiento de agua en un pozo de 40 litros y tanques de almacenaje con capacidad de 180 metros cúbicos.[1]

La planta de Mexicana de Autobuses era una de las 10 más grandes manufactureras de autobuses en el mundo. La planta contaba con una capacidad de producción de 10 autobuses integrales por día en un solo turno, además de 10 autobuses sobre chasis por día en un solo turno.

### Privatización
En 1988 el gobierno mexicano intentó por primera vez vender la empresa sin éxito dada la falta de pago del comprador. La venta por fin se lleva a cabo en 1998 a la empresa Volvo, quien compra todos los derechos de la antigua empresa.

## Autobuses
Mexicana de Autobuses Fabricó Autobuses para las empresas; Autotransportes Teziutecos, Autobuses Unidos, Autobuses Centrales de México y Autobuses Estrella Blanca, entre otras empresas de autotransporte foráneo de pasajeros, así como para la desaparecida ruta 100, un sistema de transporte colectivo de la Ciudad de México. También fueron utilizados en la Línea Teotihuacanos, México-Tultepec, Autobuses México Chicoloapan y Anexas SA de CV etc. Mexicana de Autobuses ha fabricado arriba del 80% de los autobuses urbanos de la Ciudad de México y la mitad de los autobuses foráneos que circulan en la República Mexicana.

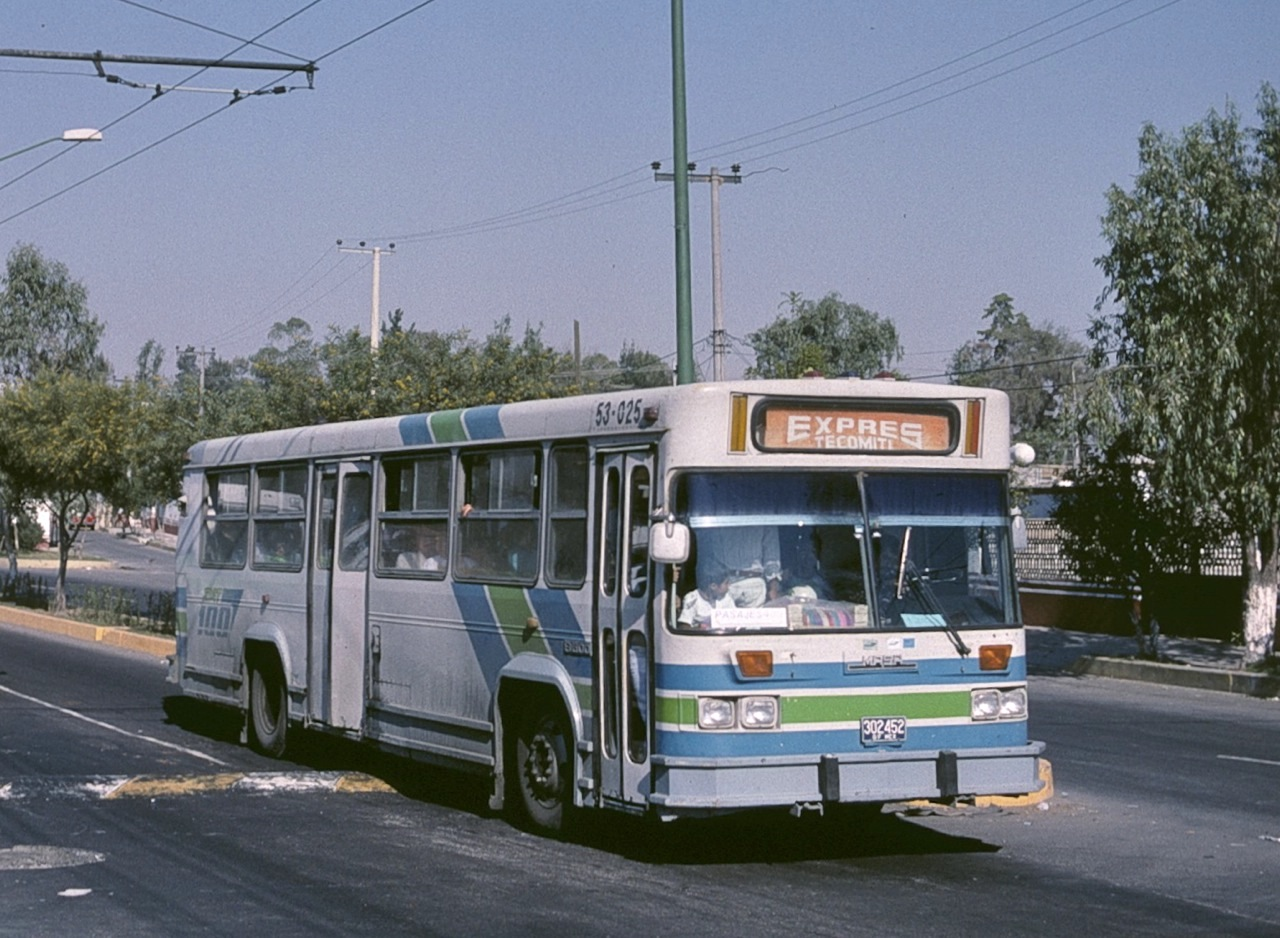
Autobús de la ruta 100 en Tláhuac.
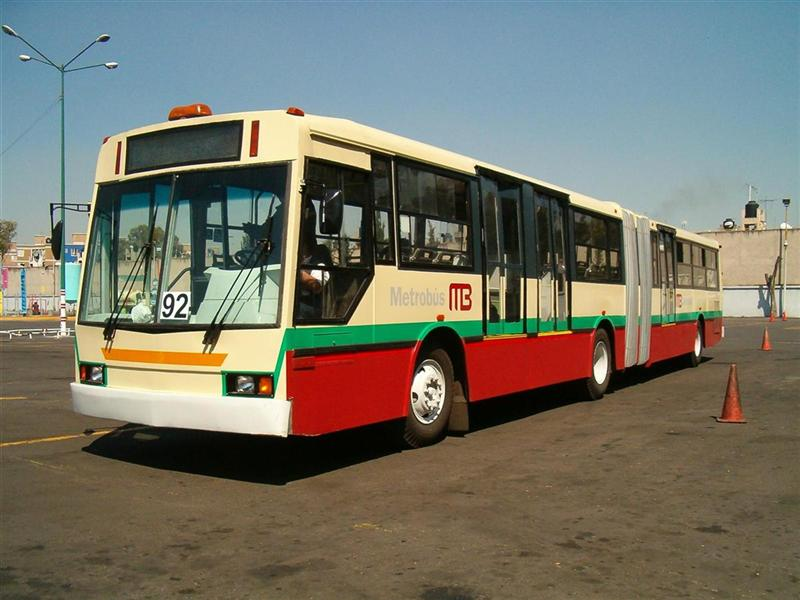
Un autobús de la ruta 100 articulado, adaptado para el metrobús.

## Trolebuses
Mexicana de autobuses fabricó trolebuses para los sistemas Trolebús de Guadalajara y Trolebús de la Ciudad de México.

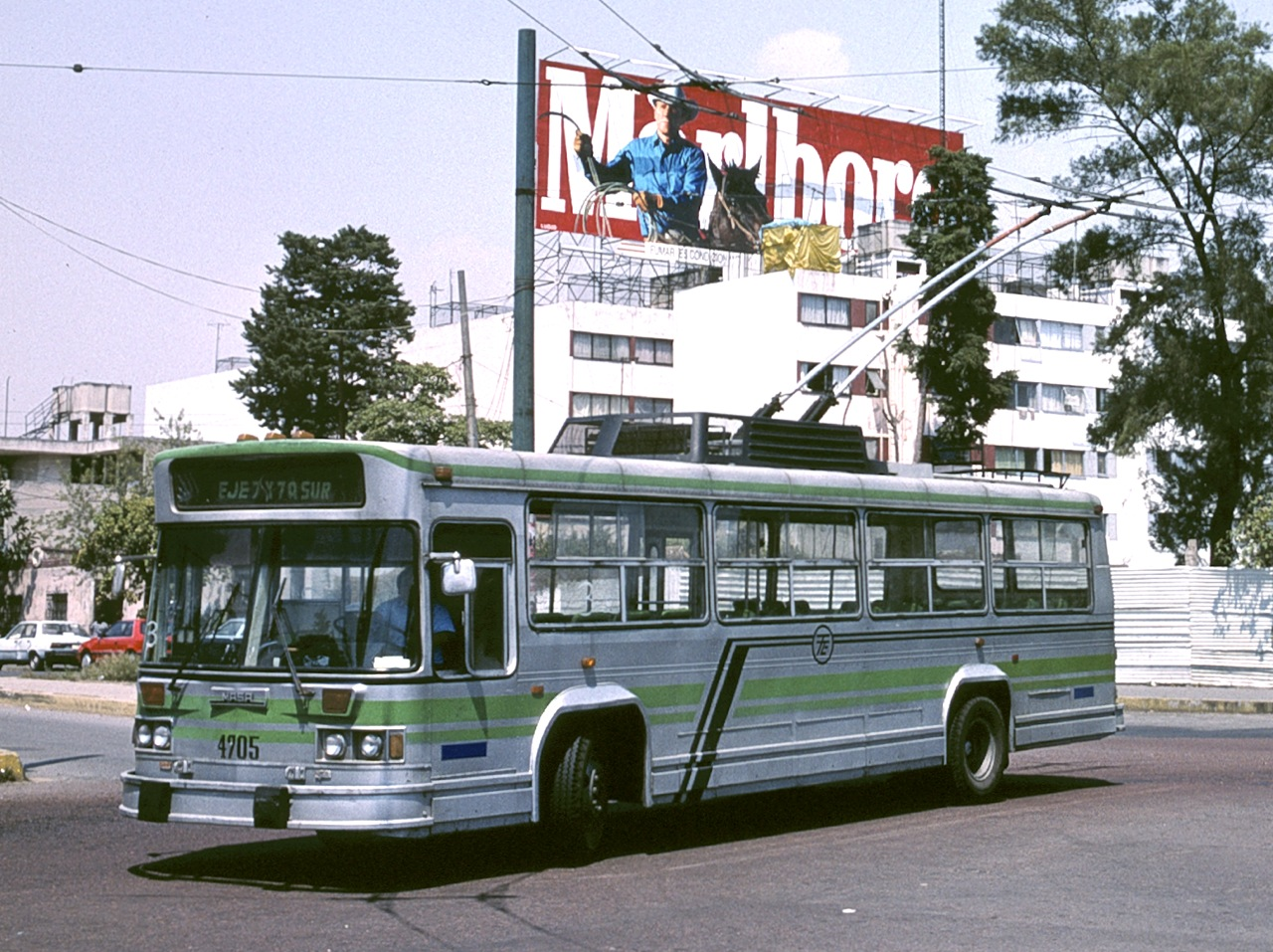
Trolebús circulando por el eje 7 sur, Ciudad de México

## Actualidad
En 2016 MASA vuelve al mercado de autobuses mexicanos en una alianza con Sunwin Bus, la cual tiene origen entre una sociedad entre Volvo, como el principal productor de vehículos pesados en el mundo y el Grupo SAIC, quien es el productor número uno de productos en China. 
La gama de productos de MASA ha integrado en sus especificaciones componentes robustos y de alta calidad disponibles en el mercado mexicano tan reconocidos en el segmento como lo son motores Cummins, transmisiones ZF, embragues SACHS, ejes DANA, sistema eléctrico Actia, sistema de frenos WABCO y VOSS, entre otros componentes que en conjunto proporcionan la mejor tecnología y son parte de la garantía MASA.
Un beneficio adicional que traerá MASA a México es la generación de fuentes de empleo ya que a corto plazo estos autobuses serán fabricados en territorio nacional incorporando el talento y sello mexicano.